# Марко Белінеллі
Марко Стефано Белінеллі (італ. Marco Stefano Belinelli, нар. 25 березня 1986, Сан-Джованні-ін-Персічето, Італія) — італійський професіональний баскетболіст, легкий форвард і атакувальний захисник італійського «Віртуса» (Болонья). Чемпіон НБА та переможець конкурсу триочкових кидків 2014 року.

## Ігрова кар'єра
Професійну кар'єру розпочав 2002 року на батьківщині виступами за команду «Віртус» (Болонья), за яку відіграв один сезон.
Згодом виступав за «Фортітудо». 2004 року дійшов з командою до фіналу Євроліги. 2005 року став чемпіоном та володарем Суперкубка Італії.
2007 року був обраний у першому раунді драфту НБА під загальним 18-м номером командою «Голден-Стейт Ворріорс». Захищав кольори команди з Окленда протягом наступних 2 сезонів.
З 2009 по 2010 рік грав у складі «Торонто Репторз», куди був обміняний на Девіна Джорджа.
2010 року в обмін на Джуліана Райта перейшов до «Нью-Орлінс Пеліканс», у складі якої провів наступні 2 сезони своєї кар'єри.
Наступною командою в кар'єрі гравця була «Чикаго Буллз», за яку він відіграв один сезон.
З 2013 по 2015 рік грав у складі «Сан-Антоніо Сперс». 2 січня 2014 року провів найрезультативніший матч у кар'єрі, набравши 32 очки у грі проти «Нью-Йорка». Згодом переміг у конкурсі триочкових кидків під час зіркового вікенду. Допоміг команді завоювати титул чемпіона НБА, ставши першим італійцем, який завойовував цей титул.
2015 року перейшов до «Сакраменто Кінґс», у складі якої провів наступний сезон своєї кар'єри.
Наступною командою в кар'єрі гравця була «Шарлотт Горнетс», за яку він відіграв один сезон.
З 2017 по 2018 рік грав у складі «Атланта Гокс», куди разом з Майлзом Пламлі був обміняний на Двайта Говарда. 9 лютого був відрахований з команди.
12 лютого 2018 року підписав контракт з «Філадельфія Севенті-Сіксерс».
20 липня 2018 року повернувся до «Сан-Антоніо Сперс».
26 листопада 2020 року вдруге став гравцем «Віртуса» (Болонья). 2021 року став чемпіоном Італії у складі команди, а також володарем Суперкубка країни. 2022 року виграв Єврокубок з баскетболу.

## Статистика виступів

### Регулярний сезон
| Сезон             | Команда                       | GP  | GS  | MPG  | FG%  | 3P%  | FT%  | RPG | APG | SPG | BPG | PPG  |
| ----------------- | ----------------------------- | --- | --- | ---- | ---- | ---- | ---- | --- | --- | --- | --- | ---- |
| 2007–08           | «Голден-Стейт Ворріорс»       | 33  | 0   | 7.3  | .387 | .390 | .778 | .4  | .5  | .2  | .0  | 2.9  |
| 2008–09           | «Голден-Стейт Ворріорс»       | 42  | 23  | 21.0 | .442 | .397 | .769 | 1.7 | 2.1 | .9  | .0  | 8.9  |
| 2009–10           | «Торонто Репторз»             | 66  | 1   | 17.0 | .406 | .380 | .835 | 1.4 | 1.3 | .6  | .1  | 7.1  |
| 2010–11           | «Нью-Орлінс Горнетс»          | 80  | 69  | 24.5 | .437 | .414 | .784 | 1.9 | 1.2 | .5  | .1  | 10.5 |
| 2011–12           | «Нью-Орлінс Горнетс»          | 66  | 55  | 29.8 | .417 | .377 | .783 | 2.6 | 1.5 | .7  | .1  | 11.8 |
| 2012–13           | «Чикаго Буллз»                | 73  | 27  | 25.8 | .395 | .357 | .839 | 1.9 | 2.0 | .6  | .1  | 9.6  |
| 2013–14†          | «Сан-Антоніо Сперс»           | 80  | 25  | 25.2 | .485 | .430 | .847 | 2.8 | 2.2 | .6  | .1  | 11.4 |
| 2014–15           | «Сан-Антоніо Сперс»           | 62  | 9   | 22.4 | .423 | .374 | .848 | 2.5 | 1.5 | .5  | .0  | 9.2  |
| 2015–16           | «Сакраменто Кінґс»            | 68  | 7   | 24.6 | .386 | .306 | .833 | 1.7 | 1.9 | .5  | .0  | 10.2 |
| 2016–17           | «Шарлотт Горнетс»             | 74  | 0   | 24.0 | .429 | .362 | .893 | 2.4 | 2.0 | .6  | .1  | 10.5 |
| 2017–18           | «Атланта Гокс»                | 52  | 1   | 23.3 | .411 | .372 | .927 | 1.9 | 2.0 | .9  | .1  | 11.4 |
| 2017–18           | «Філадельфія Севенті-Сіксерс» | 28  | 1   | 26.3 | .495 | .385 | .870 | 1.8 | 1.6 | .7  | .3  | 13.6 |
| 2018–19           | «Сан-Антоніо Сперс»           | 79  | 1   | 23.0 | .413 | .372 | .903 | 2.5 | 1.7 | .4  | .1  | 10.5 |
| 2019–20           | «Сан-Антоніо Сперс»           | 57  | 0   | 15.5 | .392 | .376 | .828 | 1.7 | 1.2 | .2  | .0  | 6.3  |
| Усього за кар'єру | Усього за кар'єру             | 860 | 219 | 22.7 | .424 | .376 | .846 | 2.1 | 1.7 | .6  | .1  | 9.7  |

### Плей-оф
| Сезон             | Команда                       | GP | GS | MPG  | FG%  | 3P%  | FT%   | RPG | APG | SPG | BPG | PPG  |
| ----------------- | ----------------------------- | -- | -- | ---- | ---- | ---- | ----- | --- | --- | --- | --- | ---- |
| 2011              | «Нью-Орлінс Горнетс»          | 6  | 6  | 28.8 | .365 | .308 | 1.000 | .8  | .7  | .8  | .0  | 9.7  |
| 2013              | «Чикаго Буллз»                | 12 | 7  | 27.1 | .411 | .340 | .879  | 2.9 | 2.6 | .4  | .0  | 11.1 |
| 2014†             | «Сан-Антоніо Сперс»           | 23 | 0  | 15.5 | .444 | .421 | .955  | 2.3 | .8  | .1  | .0  | 5.4  |
| 2015              | «Сан-Антоніо Сперс»           | 7  | 0  | 16.6 | .513 | .467 | .846  | 1.9 | 1.4 | .3  | .0  | 9.3  |
| 2018              | «Філадельфія Севенті-Сіксерс» | 10 | 0  | 27.3 | .406 | .348 | .871  | 2.1 | 2.0 | .7  | .0  | 12.9 |
| 2019              | «Сан-Антоніо Сперс»           | 7  | 0  | 18.7 | .368 | .381 | .833  | 1.9 | 1.1 | .0  | .3  | 5.9  |
| Усього за кар'єру | Усього за кар'єру             | 65 | 13 | 21.1 | .416 | .375 | .890  | 2.1 | 1.4 | .3  | .0  | 8.5  |

## Виступи за збірну
Белінеллі дебютував за збірну Італії на Чемпіонаті світу 2006 року. На турнірі набирав 13,5 очка за гру, ставши найкращим бомбардиром команди.
Брав участь також у Євробаскеті 2007, 2011, 2013, 2015 та 2017.